# Lettische Badmintonmeisterschaft 1995
Die Lettische Badmintonmeisterschaft 1995 fand in Riga statt. Es war die 32. Auflage der nationalen Titelkämpfe von Lettland im Badminton.

## Titelträger
| Disziplin    | Sieger                        |
| ------------ | ----------------------------- |
| Herreneinzel | Eduards Loze                  |
| Dameneinzel  | Kristīne Tīruma               |
| Herrendoppel | Eduards Loze Jānis Kalniņš    |
| Damendoppel  | Kristīne Šefere Dace Šneidere |
| Mixed        | Eduards Loze Dace Šneidere    |